# Mossens BK
Mossens BK är en fotbollsförening i stadsdelen Johanneberg i centrala Göteborg.
Klubben håller till i Mossens friluftsområde nära Chalmers campus. Hemmaplaner är Guldheden södra, med plastgräs, där ungdomslagen spelar, samt Mossens idrottsplats, som i huvudsak används för seniorlagsmatcher och träning samt grusplanen vid Mossens IP. Gräsplanerna delas framförallt med IK Virgo och Guldheden IK, men även med flera studentlag, vilket gör att Mossens BK:s lag ibland också tvingas spela och träna på Heden. Mossens BK:s originalställ består numera av svart och gult. Reservställ för seniorlagen är sedan 2012 röd- och vitrandigt.

## Historik
Mossens BK bildades den 11 november 1932 på caféet "Fjuddas hörne" på Gibraltargatan. Föreningens förste ordförande blev Karl Gad; till sekreterare valdes Carl Erik Ström och till kassör Allan Johansson. Mossens Bollklubb fick namnet efter stadsdelen. Klubbfärgen bestämdes till röd och vit, som en symbol för Mossen-idyllen med sina röda stugor med vita knutar. 1937 valdes Arvid Lindahl in i styrelsen som kassör. Lindahl skulle sedan komma att vara Mossens ordförande i 21 år.
År 1940 vann Mossen för första gången en serie, då man vann division 7. År 1947 avancerade man till division 5, efter att Valter Helltén 1946 vunnit skytteligan med 19 mål. Laget gästspelade 1948 för första gången utomlands, då man mötte danska Hirtshals. Ett nytt klubbhus byggt av medlemmarna och invigdes 1950. Mossen spelade 1952 i division V mot föreningar som Fässbergs IF, Gårda BK, BK Renitz, Parker, IK Kongahälla och Götaholms BK. År 1955 var laget uppe i division 4, och man firade sitt 25-årsjubileum 1957 med en jubileumsturnering där Mossen i finalen förlorade mot IFK Göteborg med 4–1.
Fram till slutet av 1950-talet förfogade föreningen över Gibraltarvallen. Som ersättning efter att Gibraltarvallen 1957 hade rivits invigdes Mossens IP 1959. År 1962 åkte laget ur division 4, och efter en svår generationsväxling rasade man till 1967 ända ner till division 7. Efter att ha varit nedläggningshotad under många år fick klubben 1970 en ny ordförande, den blott 22-årige Peter Löfvendal, vilket gav klubben en nystart. Representationslaget slutade 1972 trea i division 6, och en ny klubblokal iordningställdes på Fridkullagatan. Detta visade sig vara lyckosamt, då det gamla klubbhuset året därpå brann ner.
År 1977 spelade Mossens A-lag i division 4 och ett nytt klubbhus hade uppförts vid Gibraltargatan 37. Då klubben fyllde 50 år 1982 spelade A-laget i division III, efter att 1980 för andra gången i klubbhistorien ha vunnit en serie. Premiäråret i "trean" resulterade i en sjundeplats. En egen gräsplan för träning hade anlagts i Kallebäck. Föreningen hade 20 lag i seriespel och flickjuniorerna hade tagit hem DM efter finalseger mot Jitex och damlaget spelade i division III.
År 1982 inkasserade klubben sin största förlust genom tiderna, 10–0 mot Gais på Gamla Ullevi. I hemmamötet mot samma lag slog man sedan nytt publikrekord med 1 532 åskådare på Mossens IP.
År 2007 slog Mossens BK världsrekord genom att spela fotboll 28 timmar i sträck.

## Damlag
Mossens damlag debuterade i början av 1970-talet, och spelade 1982 i division 3. År 1992 hade man nått division 2, och 1996 kvalade man till division 1, men misslyckades. År 2000 lyckades man äntligen ta steget till division 1, men åkte genast ur igen 2001. Laget spelade 2007 i division 3.
Bland bemärkta damspelare för Mossen finns Frida Lund (Stattena IF), Camilla Browaldh (Kopparbergs/Landvetter IF) och Sofia Palmquist (Kopparbergs/Landvetter IF).